# ۱۱۴ (میلادی)
۱۱۴ (میلادی) صد  و چهاردهمین سال تقویم میلادی است.

## درگذشتگان
‎